# Ceratocorys magna
Ceratocorys magna is een soort in de taxonomische indeling van de Myzozoa, een stam van microscopische parasitaire dieren. Het organisme komt uit het geslacht Ceratocorys en behoort tot de familie Ceratocoryaceae. Ceratocorys magna werd in 1910 ontdekt door Kofoid.